# 龙州留萼木
龙州留萼木（学名：Blachia longzhouensis）为大戟科留萼木属下的一个种。其种加词“longzhouensis”意为“广西龙州县的”。